# John Kipkorir Komen

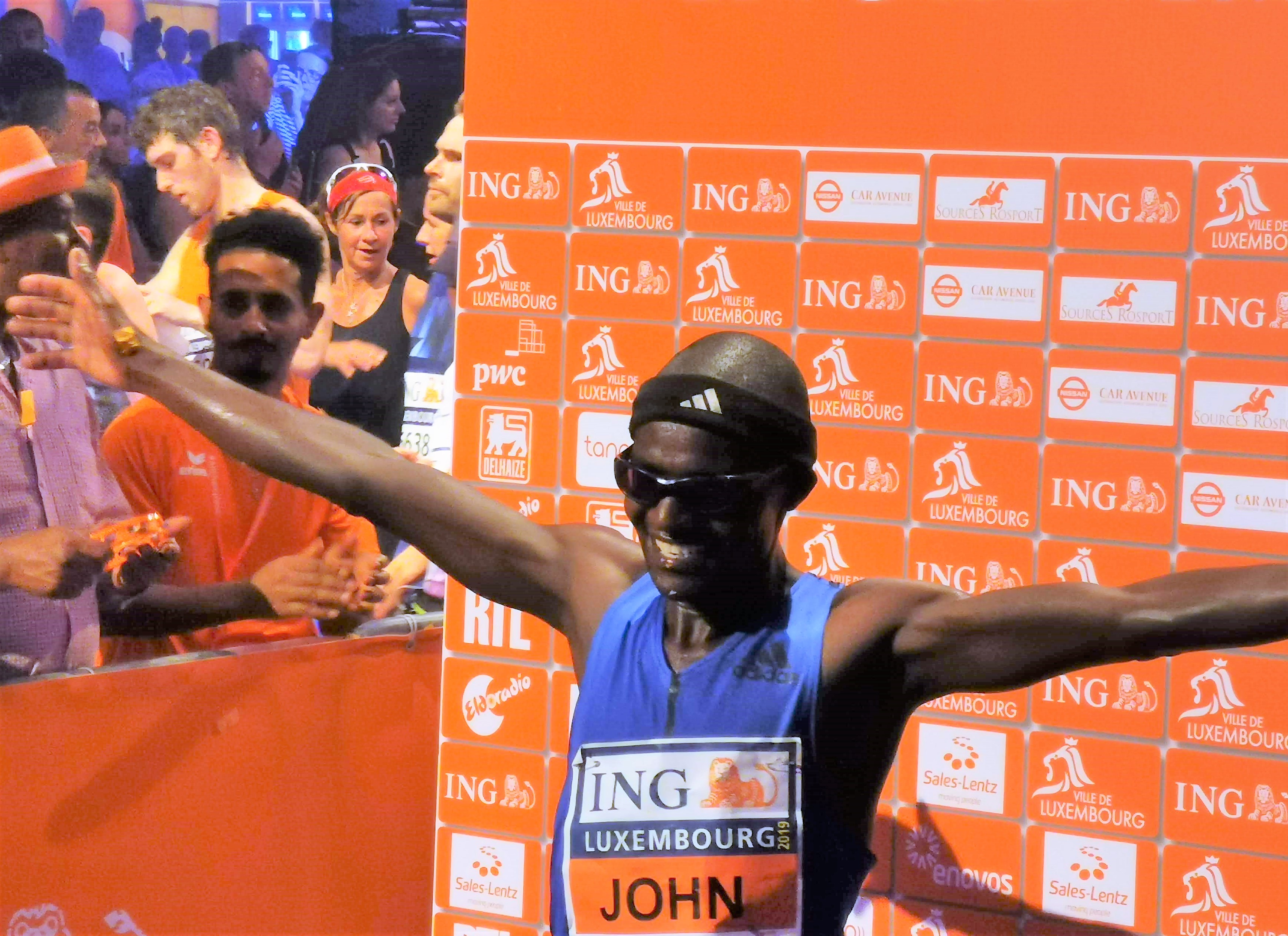
John Kipkorir Komen

John Kipkorir Komen (* 1982) ist ein kenianischer Marathonläufer.
2008 wurde er Vierter beim Turin-Marathon und Zweiter beim Reims-Marathon. Im Jahr darauf wurde er Neunter beim Paris-Marathon und stellte Streckenrekorde beim Turin Half Marathon und beim Venedig-Marathon auf.
2010 wurde er Siebter beim Boston-Marathon und Sechster beim Turin-Marathon. Im Jahr darauf erzielte er einen Streckenrekord beim La-Rochelle-Marathon. 2012 wurde er Sechster beim Vienna City Marathon. 2015, 2016 und 2019 gewann er den Luxemburg-Marathon. 2019 gewann er zudem den Marathon von Athen.
Komen spielte Fußball, bevor er 2007 unter der Leitung des italienischen Trainers Gabriele Nicola ernsthaft mit dem Laufen begann.

## Persönliche Bestzeiten
- Halbmarathon: 1:01:56 h, 20. September 2009, Turin
- Marathon: 2:07:13 h, 27. November 2011, La Rochelle